# Pudukkottai (ciutat)

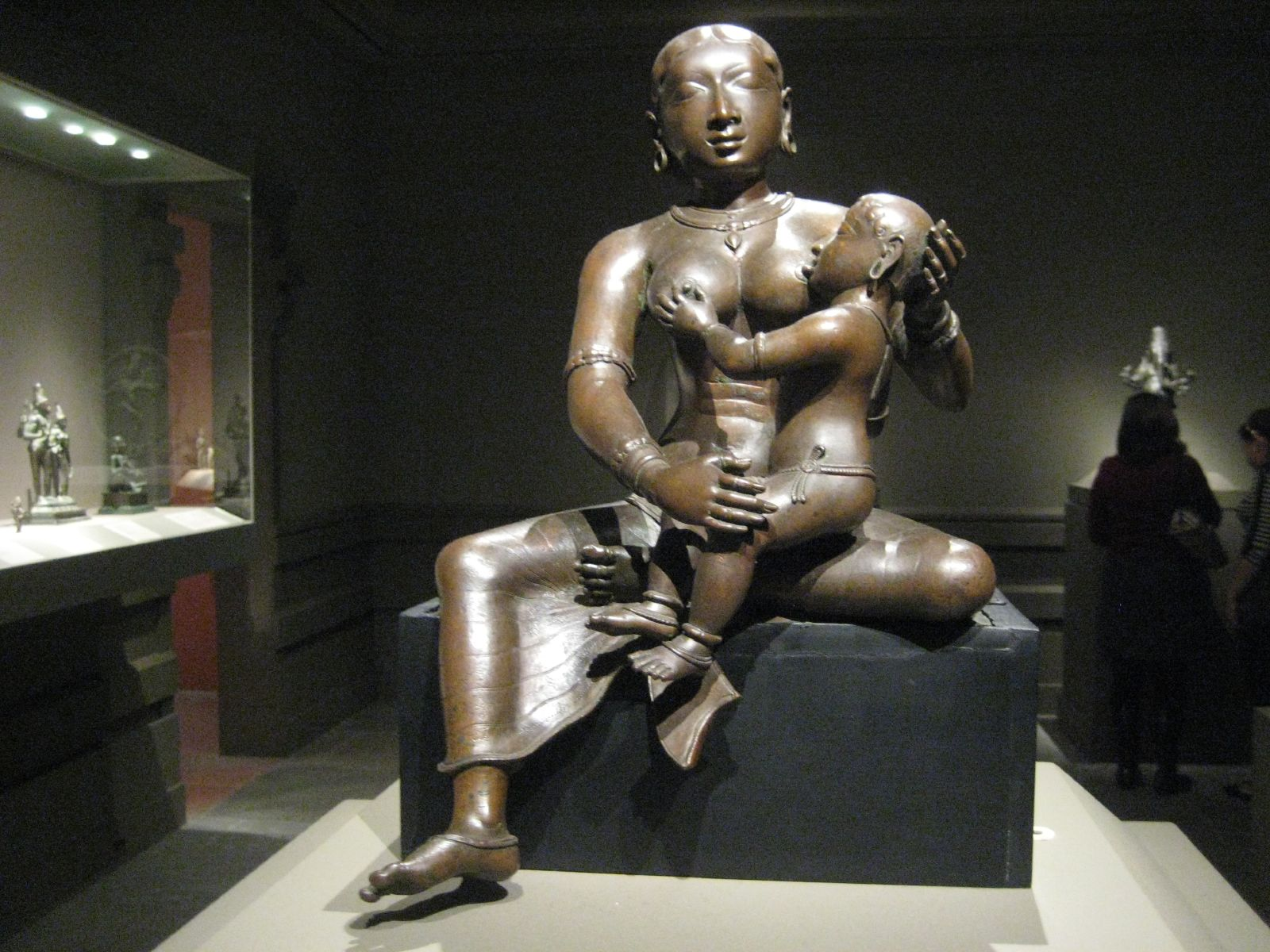
Yaixoda donant el pit a Krixna. Bronze de la zona de Pudukkottai.

Pudukkottai (tàmil: புதுக்கோட்டை) és una ciutat i municipi de Tamil Nadu, capital del districte de Pudukkottai situada a 10° 23′ N, 78° 49′ E / 10.38°N,78.82°E. Segons el cens del 2001 la població era de 108.947 habitants. El 1901 tenia 20.347 habitants i el 1931 eren 28.776 habitants.

## Història
A proposta de Sir W. Blackburne, l'agent polític, el Raja Vijaya Raghunatha Raja Bahadur, mort el 1825, va eliminar tota la ciutat vella amb carrerons estret i tortuosos i la va reconstruir amb carrer rectes i regulars. La ciutat fou encara millorada per Sir A. Seshayya Sastri, regent del raja Rajagopala Tondaiman (1929-1944) que va construir els millors edificis de la ciutat entre els quals el nou palau, oficines públiques, hospital, presó, col·legi, la residència i la vila d'estiu. El vell palau va quedar al bell mig de la ciutat i ja no fou usat més que en ocasions especials. També es van construir dos dipòsits d'aigua (Pallavankulam i Pudukulam) i altres foren millorats. El seu creixement més gran va tenir lloc a partir de 1965.